# Hovs kyrka, Västergötland
Hovs kyrka är en kyrkobyggnad öster om tätorten Annelund och Ljung i Herrljunga kommun. Den tillhör sedan 2021 Herrljungabygdens församling (tidigare Hovs församling) i Skara stift. 

## Kyrkobyggnaden
Kyrkan ligger på en höjd omgiven av äldre kulturlandskap. Den ursprungliga kyrkan från 1100-talet har om- och tillbyggts flera gånger. Det stora tresidigt avslutade koret tillkom 1843. Vid en restaurering 1936-1937 hittade man under korgolvet bevarade rester av grundmurarna till en absid och en triumfbåge. Byggnaden har ett tresidigt kor och vapenhus i väster. Fasadens stenväggar har vit spritputs och fönstren är romanska med gråmålade bågar. Vapenhuset har vitmålad stående locklistpanel. Kyrkans sadeltak har rött enkupigt tegel, medan korets tak är täckt med röd falsad plåt. I norr finns en utbyggd sakristia. Inredningen restaurererades 1936-1937 och bänkinredningen förbättrades och kyrkorummet är präglat av 1900-talsrenoveringarna. 
Kyrkan saknar torn och har istället en klockstapel från 1765 med två klockor och en vindflöjel. Den har faluröd stående lockläktpanel och spåntäckt tak. 

## Inventarier

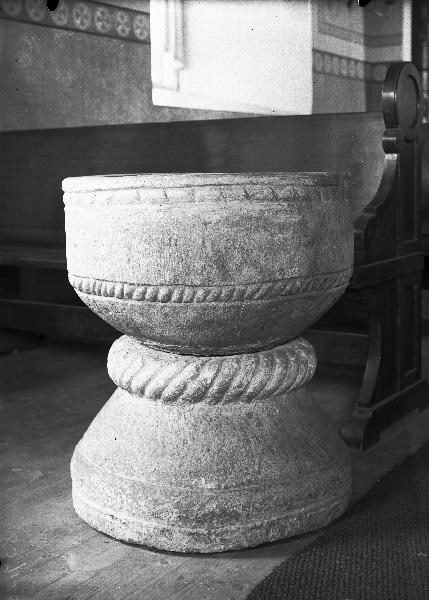
Dopfunten.

- Dopfunt av sandsten tillverkad omkring år 1200 i två delar med höjden 73 cm. Cuppan är cylindrisk med buktande undersida. Upptill och nedtill motgående repstavar. Foten är rund med skrånande översida som avslutas avslutad med en kraftig repstav. Centralt uttömningshål.[1] Den användes en tid som stöd under predikstolen, men flyttades 1911 till sin nuvarande plats.
- Den tidigare altartavlan från 1876 var en oljemålning på duk utförd av Anders Gustaf Ljungström, föreställande Kristi Uppståndelse. Den är nu placerad på kyrkans södra långvägg, dit den flyttades i samband med tillkomsten av den nuvarande altartavlan, utförd av Marianne Nordström 1971, med motivet De åtta saligheterna.
- Predikstolen, med snidade bilder av Jesu lärjungar, härstammar från den 1843 rivna kyrkan i Norra Säms socken och kom till Hov i samband med restaureringen 1936-1937.
- Ett altarkrucifix donerades 1970 av en privatperson.
- Nattvardssilvrets kalk och paten är tillverkade av Peter Falk i Skara någon gång efter är 1766.
- Oblatasken är tillverkad i Borås år 1796 av silver från en brudkrona som ansågs för tung att bära.
- Den nuvarande brudkronan, av förgyllt silver besatt med akvamariner och odlade pärlor, är tillverkad 1967 i Skara och donerad av kyrkliga syföreningen.
- En järnbeslagen kista av ek från 1500-talet.
- Mot kyrkans norra sida finns baron Johan Schenks gravsten med en mansfigur, änglar och vapensköld i plattrelief från 1671. Den stod tidigare i sakristian.

### Orgel
- 1918 byggde Anders Petter Loocrantz, Alingsås en orgel med 6 stämmor.
- Den nuvarande orgeln på den västra läktaren tillverkad 1976 av Smedmans Orgelbyggeri AB, Lidköping med elva stämmor fördelade på två manualer och pedal. Fasaden från samma år har ljudande pipor.[2] Orgeln är mekanisk.

| Huvudverk I  | Svällverk II      | Pedal        | Koppel |
| Rörflöjt 8'  | Gedackt 8´        | Subbas 16´   | I/P    |
| Principal 4' | Rörflöjt 4'       | Choralbas 4' | II/P   |
| Gemshorn 2'  | Koppeflöjt 2'     |              | II/I   |
| Mixtur III   | Nasat 1 1/3'      |              |        |
|              | Principal 1'      |              |        |
|              | Tremulant         |              |        |
|              | Crescendosvällare |              |        |